# Passiflora deidamioides
Passiflora deidamioides Harms – gatunek rośliny z rodziny męczennicowatych (Passifloraceae Juss. ex Kunth in Humb.). Występuje endemicznie w południowo-wschodniej Brazylii w stanach Minas Gerais, Rio de Janeiro, São Paulo. 

## Morfologia
PokrójZdrewniałe, trwałe, nagie liany.
LiścieZłożone z trzech listków, rozwarte lub ostrokątne u podstawy. Mają 5–8 cm długości oraz 7–12 cm szerokości. Całobrzegie, z tępym lub ostrym wierzchołkiem. Ogonek liściowy jest nagi i ma długość 15–50 mm. Przylistki są nietrwałe.
KwiatyZebrane w pary. Działki kielicha są podłużne, zielono-białawe, mają 2,5 cm długości. Płatki są podłużne, białe lub zielonkawe, mają 2,5 cm długości. Przykoronek ułożony jest w siedmiu rzędach, żółty, ma 3–20 mm długości.